# Sergio Enrique Villarreal
Sergio Enrique Villarreal alias El Grande (* 21. September 1969 in Torreón, Coahuila, Mexiko) ist ein mutmaßlicher mexikanischer Drogenhändler und führendes Mitglied des Beltrán-Leyva-Kartells. Seinen Spitznamen „El Grande“ hat er wegen seiner fast zwei Meter Körpergröße.
Er wurde am 12. September 2010 in Puebla ohne Widerstand festgenommen. Auf ihn war eine Belohnung von zwei Millionen Dollar ausgeschrieben. Die Behörden fanden in seinem Haus drei gepanzerte Fahrzeuge, ein größeres Waffenarsenal und Munition.

## Leben
Villareal begann bei der Polizei und war in den neunziger Jahren Ermittler im Bundesstaat Coahuila und wechselte später zur Bundespolizei. Danach wurde er Mitglied des Beltrán-Leyva-Kartells.